# Acisoma trifida
Acisoma trifida is een libellensoort uit de familie van de korenbouten (Libellulidae), onderorde echte libellen (Anisoptera).
De wetenschappelijke naam Acisoma trifida is voor het eerst geldig gepubliceerd in 1889 door Kirby.